# Pro Juventute (timbre)
Pour l’article homonyme, voir Pro Juventute.
Les timbres-poste Pro Juventute sont une série annuelle suisse de timbres de bienfaisance dont la surtaxe permet de financer Pro Juventute, une association œuvrant en faveur de la jeunesse suisse.
L'émission consiste généralement en quatre timbres sur un thème. Elle est émise en fin d'année avec depuis 1992, un timbre en rapport avec Noël. Depuis 2003, les timbres sont autocollants.

## Histoire
Dès la fondation de Pro Juventute en 1912, la poste suisse accepte de vendre en décembre au guichet des vignettes (10 millions d'exemplaires proposés) sans valeur postale au profit de l'association et accepte leur utilisation sur le courrier à côté des timbres-poste, et ce jusqu'au 28 février 1913.  Cette première émission caritative est composée de 3 vignettes identiques qui diffèrent seulement par leur couleur.  Chacune de ces 3 vignettes est émise dans une des langues officielles du pays : le français, l'allemand et l'italien. Ces vignettes sont dénommées "précurseurs" par les collectionneurs.
La première émission officielle de timbre Pro Juventute a lieu en 1913 et représente l'allégorie Helvetia avec en fond le Cervin. Il s'agit de la seule émission postale de l'année qui s'est tout de même écoulée pour plus de 3 millions d'exemplaires. À cause de la Première Guerre mondiale, 1914 est la seule année où la poste suisse n'émettra pas d'émission pour l'œuvre caritative. Néanmoins, en 1915, 1916 et 1917, les seules émissions du pays sont consacrées à la fondation.

## Liste des thèmes
- 1912 : vignettes, dites « Précurseurs »
- 1913 : Helvetia, gravure de Jean Sprenger
- 1915, 1916, 1917 : costumes traditionnels portés par des enfants
- 1918 à 1926 : écussons des cantons, dessins de Rudolf Münger (et début des séries de quatre timbres)
- 1927 : en souvenir de Henri Pestalozzi, dont le premier timbre suisse en taille-douce dessiné par Ernst Georg Rüegg et gravé par Karl Bickel
- 1928 : écussons de villes par Rudolf Münger et hommage à Henri Dunant dessiné par Fritz Pauli
- 1929 : trois paysages bicolores par François Gros et Eduard Bosset, et hommage à Nicolas de Flue par Anton Stockmann
- 1930 : écussons de villes par Paul Boesch et hommage à Jeremias Gotthelf
- 1931 : trois paysages par Eugen Jordi et hommage à Alexandre Vinet par Gottfried Matter
- 1932 : sports folkloriques par Hans Beat Wieland et hommage à Eugène Huber par Karl Bickel

- De 1933 à 1936, des costumes traditionnels sont dessinés par Jules Courvoisier, et pour le quatrième timbre, un personnage est mise à l'honneur dessiné par Karl Bickel jusqu'en 1942 :
  - 1933 : père Grégoire Girard
  - 1934 : Albrecht von Haller
  - 1935 : Stefano Franscini
  - 1936 : Jean-Georges Nägeli
- 1937 : 25e anniversaire de la fondation Pro Juventute et hommage au général Dufour et à Nicolas de Flue
- 1938 : costumes traditionnels par Carl Liner et hommage à Salomon Gessner
- 1939 : costumes traditionnels par Hans Zaugg et hommage au général Jean Herzog
- 1940, 1941, 1942 : costumes traditionnels par Carl Liner et pour les hommages :
  - 1940 : Gottfried Keller
  - 1941 : Johann Kaspar Lavater et Daniel Jeanrichard
  - 1942 : Nicola Riggenbach et Hans Conrad Escher von der Linth
- 1943 à 1949 : fleurs des Alpes par Hans Fischer et pour les hommages :
  - 1943 : Philipp Emanuel von Fellenberg
  - 1944 : Numa Droz
  - 1945 : Louis Forrer et Suzanna Orelli
  - 1946 : Rodolphe Toepffer
  - 1947 : Jacob Burckhardt
  - 1948 : général Ulrich Wille
  - 1949 : Nicolas Wengi cherchez: Niklaus von Wengi
- 1950 à 1957 : séries de cinq timbres dont des insectes par Hans Fischer et Niklaus Stoecklin, et pour les hommages :
  - 1950 : Théophile Sprecher von Bernegg
  - 1951 : Johanna Spyri
  - 1952 : portrait de garçon d'après peinture d'Albert Anker
  - 1953 : portrait de fille d'après Albert Anker et hommage à Ferdinand Hodler
  - 1954 : Jeremias Gotthelf
  - 1955 : Charles Pictet de Rochemont
  - 1956 : Carlo Maderno
  - 1957 : Leonhard Euler
- 1958 à 1962 : fleurs par Hans Schwarzenbach, et pour les hommages :
  - 1958 : Albrecht von Haller
  - 1959 : Carl Hilty
  - 1960 : Alexandre Calame
  - 1961 : Jonas Furrer ; les portraits de personnalités suisses passent dans la série annuelle Pro Patria
- 1962 : cinquantenaire de Pro Juventute par Faustina Iselin, E. Renggli, Pia Roshardt et Heiri Steiner
- 1963, 1964 : fleurs par Werner Weisskönig et portraits d'enfants d'après Albert Anker
- 1965, 1966 : animaux sauvages de la Suisse par Hans Erni
- 1967 : animaux sauvages de la Suisse par Celestino Piatti ; retour à quatre timbres par série
- 1968, 1969 : oiseaux par Walter Wehinger
- 1970 : oiseaux par Richard Gerbig
- 1971 : oiseaux
- 1972 : Roses
- 1973 : fruits de la forêt
- 1974 : plantes vénéneuses de la forêt
- 1975 : plantes sylvestre d'ornement
- 1976 : plantes médicinales de la forêt
- 1977 : Roses
- 1978 à 1981 : armoiries de communes
- 1982 : Rose (cinq timbres)
- 1983 : jouets anciens d'enfants
- 1984 : personnages de la littérature enfantine
- 1985 : contes
- 1986 : jouets d'enfant
- 1987 : développement de l'enfant
- 1988 : enfants à l'école
- 1989 : adolescents à l'école
- 1990 : loisirs de la jeunesse
- 1991 : fleurs de la forêt

- De 1992 à 2005, un des timbres est consacré au thème de Noël :
  - 1992 : arbres (4 timbres) et le roi mage Melchior ;
  - 1993 : plantes de la forêt et couronne de Noël
  - 1994 : champignons et bougies de Noël
  - 1995 : animaux et ange gardien
  - 1996 : animaux et étoile
  - 1997 : animaux des étangs et des marais, une branche de gui
  - 1998 : animaux aquatiques et cloche
  - 1999 : littérature pour enfants et bonhomme de neige
  - 2000 : le monde des enfants et scène avec le Père Noël
  - 2001 : livres pour enfants et scène avec le Père Noël
  - 2002 : roses et bouquet festif
  - 2003 : jeu et imagination, dont le déballage des cadeaux de Noël
  - 2004 : soif d'apprendre
  - 2005 : donner une chance à tous les enfants, dont le rêve de Noël

À partir de 2006, et jusqu'en 2008, les illustrations sont sélectionnées parmi des dessins d'enfants avec l'aide de l'artiste et présentateur de télévision Ted Scapa :
- 2006 : dessins d'enfants[6].